# Lecanora aitema
Lecanora aitema är en lavart som först beskrevs av Erik Acharius, och fick sitt nu gällande namn av Hepp. Lecanora aitema ingår i släktet Lecanora, och familjen Lecanoraceae. Arten är reproducerande i Sverige.